# Kohlensäurewerk (Löhnberg)

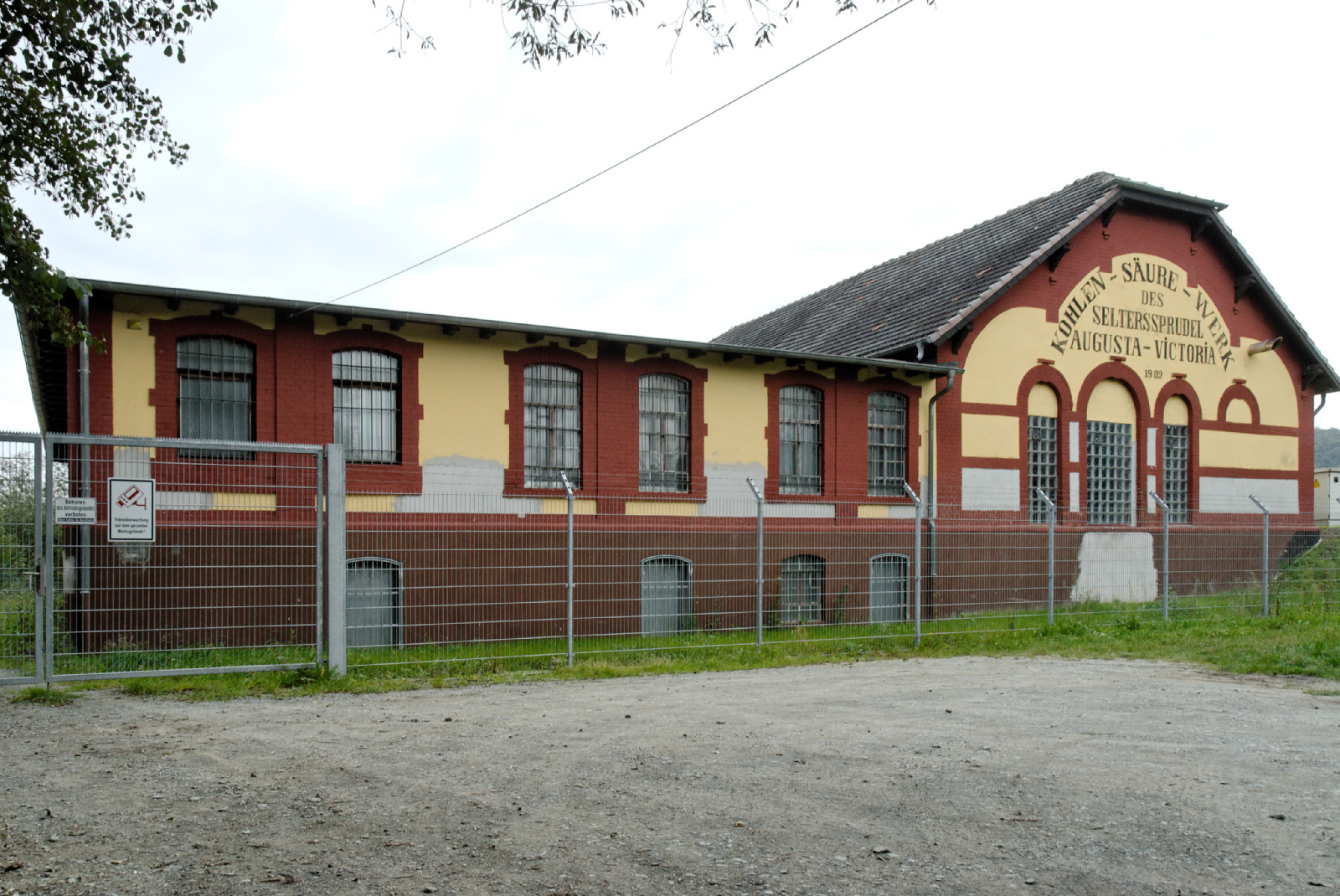
Ehemaliges Kohlensäurewerk in Löhnberg

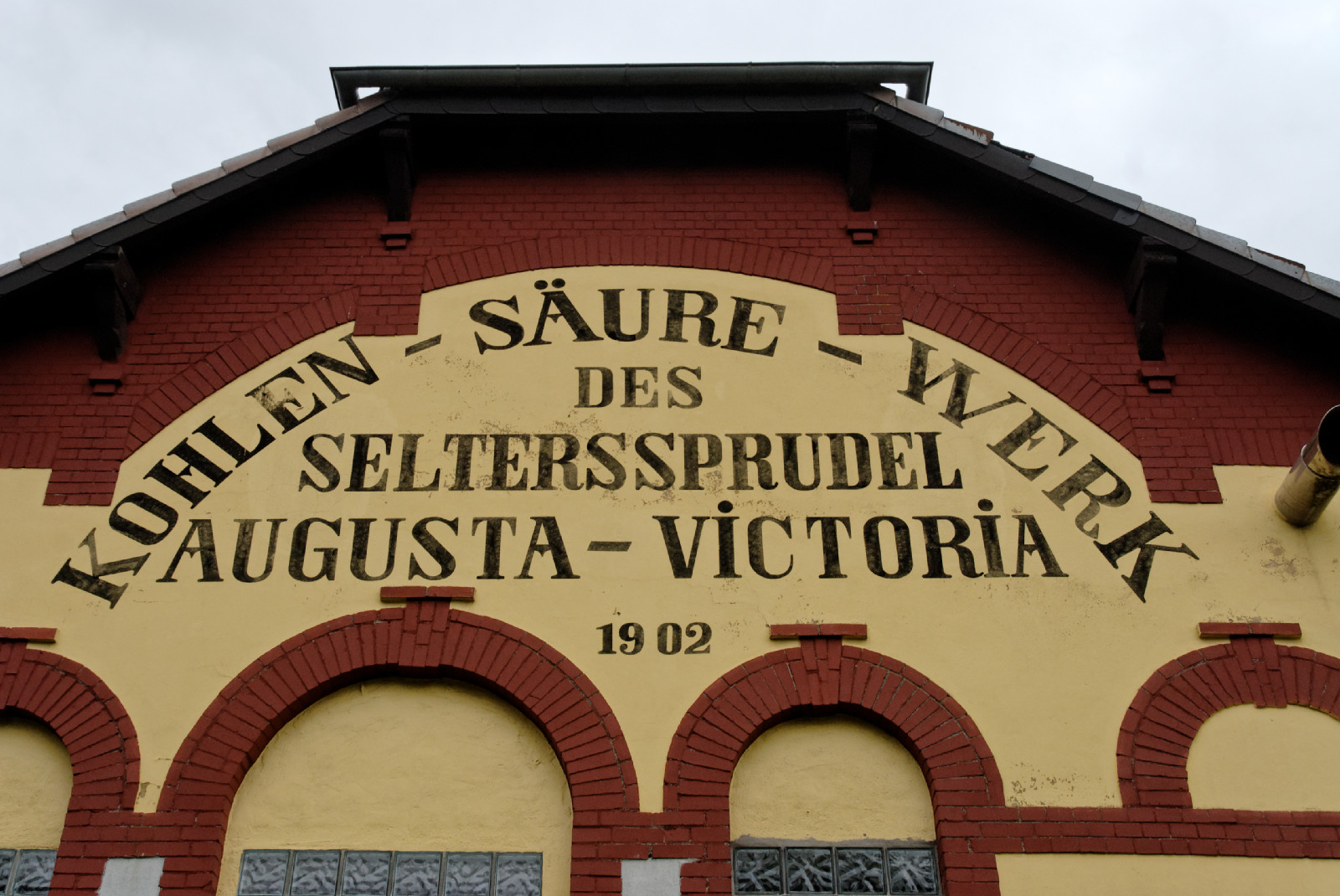
Giebelinschrift

Das Kohlensäurewerk in Löhnberg, einer Gemeinde im mittelhessischen Landkreis Limburg-Weilburg, wurde 1902 durch die süd- und mitteldeutschen Wirteverbände als Reaktion auf die hohen Kohlensäurepreise errichtet. Das ehemalige Kohlensäurewerk in der Industriestraße ist ein geschütztes Kulturdenkmal.
Das Kohlensäurewerk gehörte zur nördlich gelegenen Selterser Mineralquelle, deren Gebäude im Jahr 1973 abbrannten. 
Der Putz- und Klinkerbau hat einen Sattel- und Flachdachtrakt. Das 1974/75 stillgelegte und heute als Lager genutzte Kohlensäurewerk ist ein Zeugnis der Mineralwasserindustrie.